# Venus Palermo
Venus Isabelle Palermo (Suiza, 8 de febrero de 1997), conocida artísticamente como Venus Angelic, es una ex youtuber y rapera suiza conocida por su apariencia de muñeca.

## Historia
Nació en Suiza pero vivió en Londres. Comenzó a subir videos a la plataforma a la edad de 13 años. Su estilo, vestimenta de sweet lolita, voz y maquillaje hicieron que fuera conocida como la «muñeca viviente». Conoció a un joven japonés, con el cual se fue a vivir a Japón.
Su vídeo de Youtube How to look like a doll se hizo viral en marzo de 2012. A partir de diciembre de 2015, el vídeo había conseguido casi 13 millones de visitas. Apareció en la serie documental de TLC My Strange Addiction en 2014, en un episodio llamado «I'm A Living Doll».
En 2013, Palermo lanzó una versión cover de la canción de Icona Pop, «I Love It», la cual alcanzó el #71 en el UK Singles Chart.

## Actualidad
En febrero de 2025, Margaret Palermo, madre de Venus, confirmó en Instagram que su hija había vuelto a Suiza. Actualmente Venus radica en dicho país y se ha dedicado a compartir en nuevas redes sociales sus composiciones musicales, pertenecientes al rap.